# Francesco Merli
Francesco Merli (Corsico, Lombardía, 28 de enero de 1887 - Milán, 11 de diciembre de 1976) fue uno de los más famosos tenores italianos en el período de entreguerras, poseedor de gran caudal vocal y estentóreas notas agudas, se lo asocia preferentemente con personajes como Otello,Calaf y Canio.
En 1914 participó en un concurso vocal en Parma obteniendo el segundo puesto, resultando ganador Beniamino Gigli.
De notable actuación en La Scala, Nápoles, Roma, Verona y en el Teatro Colón de Buenos Aires donde estrenó la ópera "Huemac" de Pascual de Rogatis, visitando ese teatro durante doce años.
Admirado por Arturo Toscanini, sus papeles favoritos fueron Walther auf Stolzing de Wagner, Lohengrin, Calaf, Des Grieux, Dimitrij en Borís Godunov, Radames, Turiddu, Manrico, Vassilij en "Siberia" de Giordano, Canio, Florestan y "Otello."
En 1926 fue el primer Calaf en el estreno de Turandot en Roma y en Covent Garden donde también cantó Fausto, Enzo, Dimitri en "Borís Godunov" y Des Grieux.
En el Metropolitan Opera de Nueva York fue Radames, Edgardo en "Lucia Di Lammermoor," Pinkerton en "Madama Butterfly" y Gabriele Adorno en "Simón Boccanegra." También actuó en Bélgica, Dinamarca, París y otras plazas líricas.
Se retiró en 1948 y se dedicó a la enseñanza.
Grabó con divas de la época como Gina Cigna y Magda Olivero.